# Ryan Brasier
Pour les articles homonymes, voir Brasier.
Ryan David Brasier (né le 26 août 1987 à Wichita Falls, Texas, États-Unis) est un lanceur droitier des Ligues majeures de baseball jouant avec les Red Sox de Boston.

## Carrière
Ryan Brasier est un choix de sixième ronde des Angels de Los Angeles d'Anaheim en 2007. Il fait ses débuts dans le baseball majeur avec ce club le 2 mai 2013 contre les Orioles de Baltimore.